# The City of Your Final Destination
Pour plus de détails, voir Fiche technique et Distribution.
The City of Your Final Destination, ou Là-bas au Québec, est un film américain réalisé par James Ivory sorti en 2009.

## Synopsis
Omar Razaghi, un étudiant américain d'origine iranienne, souhaite rédiger la biographie de Jules Gund, un écrivain peu connu qui s'est suicidé. Mais les proches s'y opposent. Il part pour l'Uruguay, afin de les convaincre d'écrire cette biographie.

## Fiche technique
- Titre original : The City of Your Final Destination
- Titre français : The City of Your Final Destination
- Titre québécois : Là-bas
- Réalisateur : James Ivory
- Scénario : Ruth Prawer Jhabvala, d'après le roman de Peter Cameron
- Musique originale : Jorge Drexler
- Image : Javier Aguirresarobe
- Montage : John David Allen
- Distribution des rôles : James Calleri, Celestia Fox
- Productions : Merchant Ivory Productions
- Année de tournage : 2007
- Lieu de tournage :
  - Boulder, Colorado (États-Unis)
  - Buenos Aires, Federal District (Argentine)
  - University of Colorado, Boulder, Colorado (États-Unis)
- Pays :  États-Unis
- Dates de sortie : 
  -  Allemagne : 7 février 2009 au European Film Market
  -  États-Unis : 21 mars 2009 au Golden State Film Festival et 16 avril 2010 (sortie nationale)
  -  France : 14 mai 2009 au Festival de Cannes

## Distribution
Légende : V. Q. = Version québécoise
- Norma Aleandro : Mme Van Euwen
- Charlotte Gainsbourg (V. Q. : Annie Girard) : Arden Langdon
- Anthony Hopkins (V. Q. : Vincent Davy) : Adam
- Alexandra Maria Lara (V. Q. : Mélanie Laberge) : Deirdre
- Laura Linney (V. Q. : Lisette Dufour) : Caroline
- Omar Metwally (V. Q. : Frédéric Paquet) : Omar Razaghi
- Hiroyuki Sanada (V. Q. : Philippe Martin) : Pete
- Norma Argentina : Alma
- Amber Mallman : Portia Gund
- Luciano Suardi : Docteur Pereira
- Arturo Goetz : un invité de Mme Van Euwen

## Autour du film
- Le film n'avait pas encore eu de date officielle de sortie pour cause de litiges entre Anthony Hopkins et la société Merchant Ivory, qui a entraîné un procès.